# Yihuang

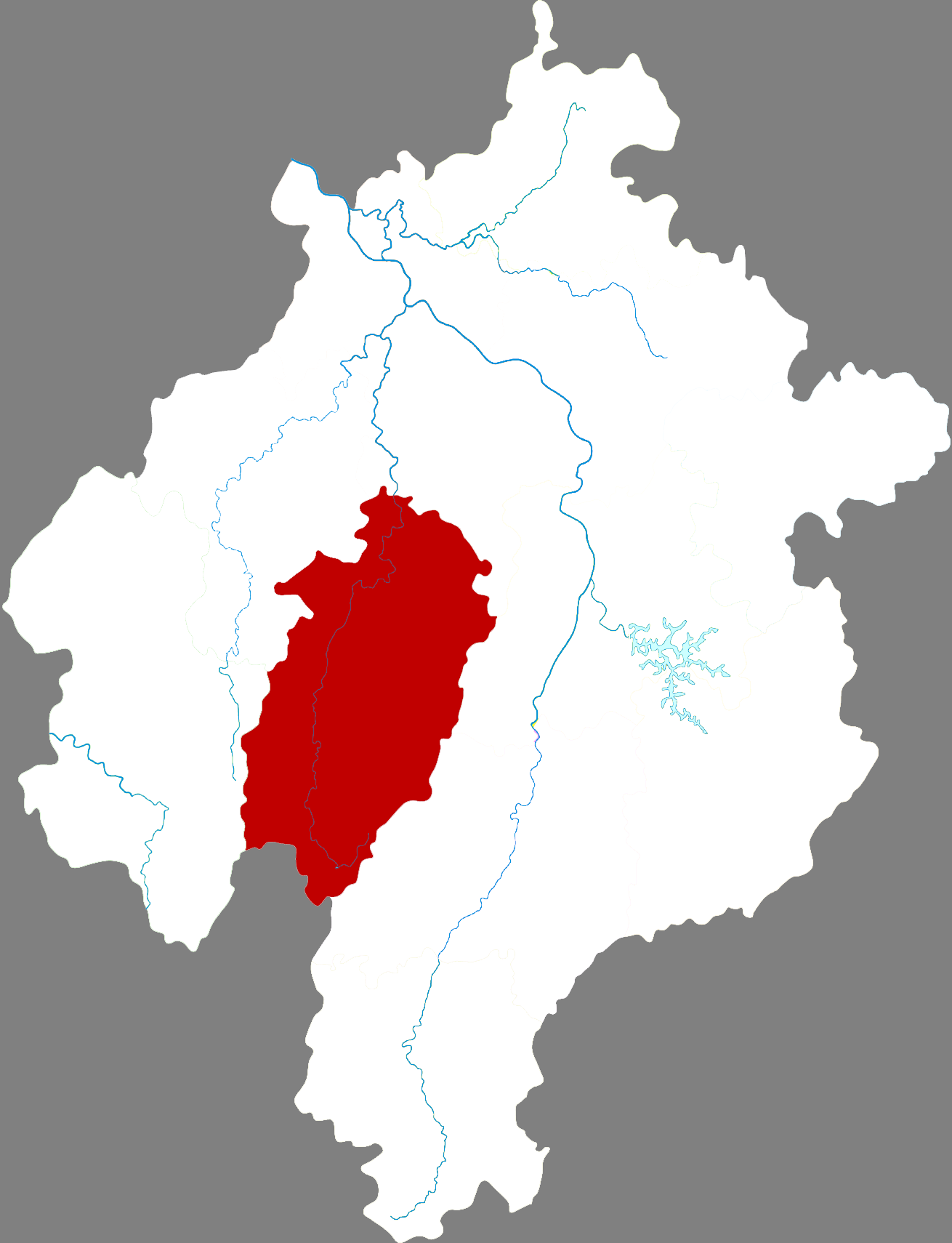
Lage des Kreises Yihuang in Fuzhou

Der Kreis Yihuang (chinesisch 宜黃縣 / 宜黄县, Pinyin Yíhuáng Xiàn) ist ein Kreis in der chinesischen Provinz Jiangxi. Er gehört zum Verwaltungsgebiet der bezirksfreien Stadt Fuzhou. Der Kreis hat eine Fläche von 1944 km², davon 76,84 % Wald, und zählte Ende 2020 knapp 240.000 Einwohner.

## Geschichte
Während der Zeit der Drei Reiche (222–280) gehörte das Kreisgebiet zum Staat Wu. Im Jahr 257 trennte Kaiser Sun Liang bzw. sein Regent Sun Lin den Süden der hanzeitlichen Kommandantur Yuzhang (豫章郡, das heutige Nanchang) ab und gründete die Kommandantur Linchuan (临川郡), das heutige Fuzhou. Noch im selben Jahr wurde im Süden der neuen Kommandantur ein Kreis gegründet. Weil sich am Sitz der Kreisregierung die Flüsse Yi (宜水) und Huang (黄水) zum Yihuang (宜黄水) vereinigten, erhielt der Kreis ebenfalls den Namen Yihuang. 589, zu Beginn der Sui-Dynastie, wurde die Kommandantur Linchuan aufgelöst und als Kreis Linchuan der Kommandantur Yuzhang unterstellt. Gleichzeitig wurde die Kommandantur Bashan (巴山郡) aufgelöst und zum Kreis Chongren herabgestuft. Der Kreis Yihuang wurde nun nach 332 Jahren aufgelöst und sein Gebiet dem Kreis Chongren zugeordnet.
Während der Zeit der Fünf Dynastien und Zehn Reiche gehörte die nunmehrige Präfektur Fuzhou zum Südlichen Tang-Reich (937–975). Für die Bewohner von Yihuang war es damals sehr beschwerlich, für die Erledigung von Amtsgeschäften 30 km durch die Berge nach Chongren zu gehen. Daher stellten Einwohnervertreter unter der Führung von Xu Shilong (胥仕隆) im Jahr 968 den Antrag, dort wieder einen Kreis einzurichten. 970 wurde dem Antrag von König Li Yu stattgegeben. Als Sitz der Kreisregierung wurde die damalige Großgemeinde Huangtian (黄填镇) bestimmt, das heutige Fenggang, wo er sich immer noch befindet.
Der Kreis Yihuang blieb für den Rest der Kaiserzeit Fuzhou unterstellt. Mit der Gründung der Republik China am 1. Januar 1912 wurde Yihuang wie alle Kreise direkt der Provinzregierung von Jiangxi unterstellt. Ab dem 7. November 1931 gehörte Yihuang zur Chinesischen Sowjetrepublik (中华苏维埃共和国, Pinyin Zhōnghuá Sūwéi'āi Gònghéguó). Ab März 1933 kam es im Rahmen des Vierten Belagerungsfeldzugs der Kuomintang gegen den Jiangxi-Sowjet (第四次围剿) im Süden des Kreisgebiets im Raum Huangpi-Dongpo zu heftigen Kämpfen, die schließlich im Oktober 1934 in den Langen Marsch mündeten.
Am 10. Mai 1949 wurde Yihuang schließlich wieder von der Roten Armee eingenommen.
1986, nach der Auflösung der Volkskommunen, bestand Yihuang aus drei Großgemeinden (Fenggang, Huangpi, Tangyin) und 13 Gemeinden: Chengnan (城南), Erdu, Lanshui (兰水), Zhonggang, Baizhu (白竹), Dongpo, Xinfeng, Shengang, Zhenkou, Nanyuan, Tanfang (潭坊), Lixi und Taopi. Durch Zusammenlegungen und Höherstufungen, insbesondere bei einer großen Verwaltungsreform im November 2001, nahm die Zahl der Gemeinden im Laufe der Jahre ab, bis im November 2011 die heutige Struktur mit acht Großgemeinden und vier Gemeinden erreicht war. Unterhalb der Gemeindeebene gab es 2021 im Kreisgebiet 139 Verwaltungsdörfer, die aus insgesamt 1281 natürlichen Dörfern bestanden.

## Administrative Gliederung

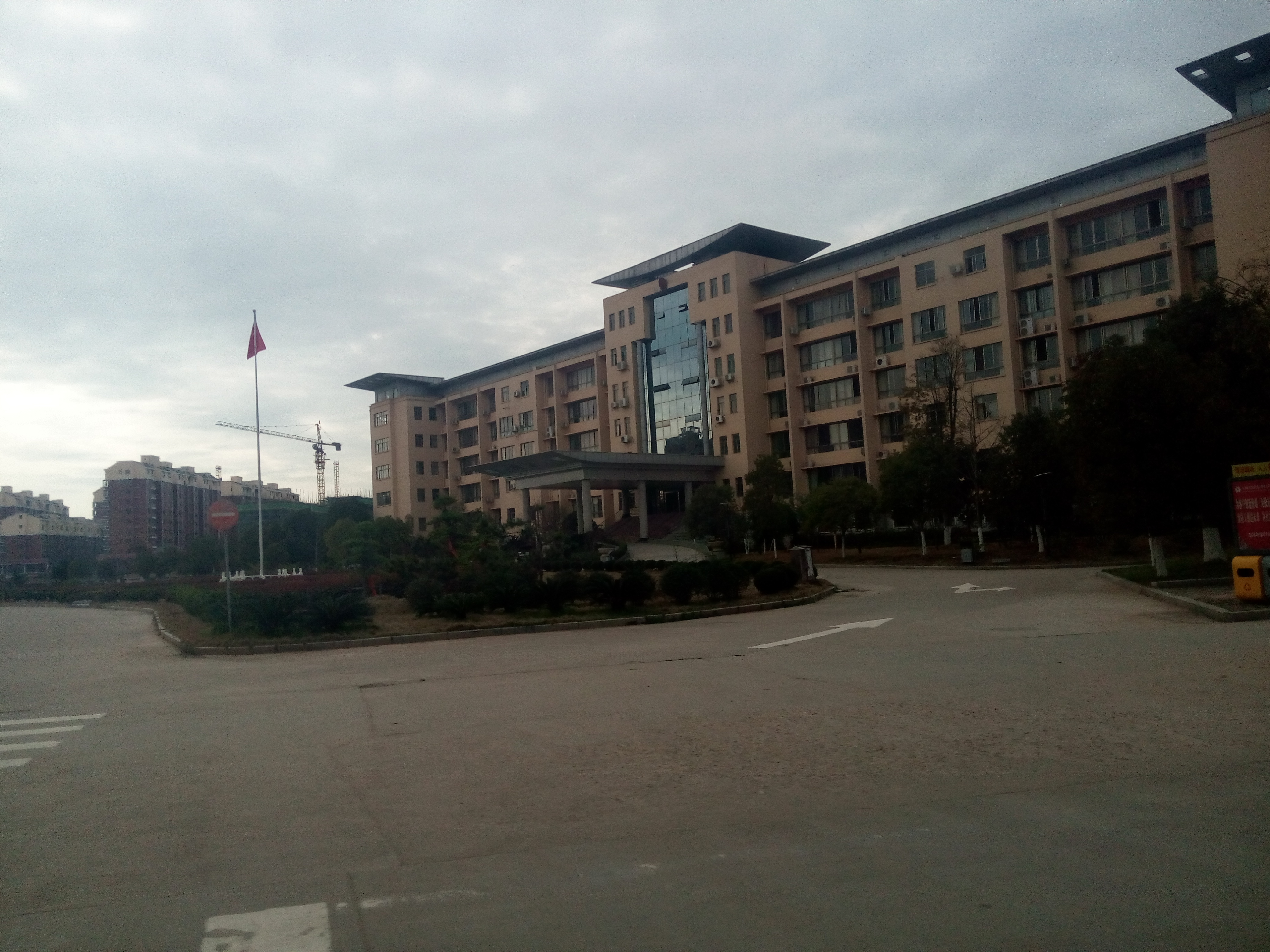
Kreisregierung

Der Kreis Yihuang setzt sich auf Gemeindeebene aus acht Großgemeinden und vier Gemeinden zusammen. Diese sind:
- Großgemeinde Dongpo (东陂镇)
- Großgemeinde Erdu (二都镇)
- Großgemeinde Fenggang (凤冈镇), Sitz der Kreisregierung
- Großgemeinde Huangpi (黄陂镇)
- Großgemeinde Lixi (梨溪镇)
- Großgemeinde Tangyin (棠阴镇)
- Großgemeinde Taopi (桃陂镇)
- Großgemeinde Zhonggang (中港镇)
- Gemeinde Nanyuan (南源乡)
- Gemeinde Shengang (神岗乡)
- Gemeinde Xinfeng (新丰乡)
- Gemeinde Zhenkou (圳口乡)

## Verkehrsanbindung
Yihuang ist nach Osten über die Staatsstraße S316/S328 mit den Kreisen Nanfeng und Nancheng verbunden, wo Anschluss an die Autobahn Jinan-Guangzhou besteht. In westlicher Richtung führt diese Straße nach Chongren. Über die Staatsstraße S208/S218 sind die südlichen Gemeinden mit der Kreisstadt verbunden; nach Norden führt die Straße bis Fuzhou, das über einen Bahnhof mit überregionalen Zugverbindungen verfügt.